# Chris Lawler
Christopher Lawler (Liverpool, 20 ottobre 1943) è un ex calciatore inglese, di ruolo difensore.

## Caratteristiche tecniche
Era un difensore estremamente prolifico dal punto di vista dei gol realizzati. Nonostante non fosse designato come battitore di calci piazzati, sfruttava il suo "cervello da attaccante" (come lo chiamava Bob Paisley) per realizzare molte reti. Veniva impiegato come terzino destro.

## Carriera

### Club
Lawler entrò nelle giovanili del Liverpool nel 1959. Nel 1960 diventò professionista. Chiuso da Ron Yeats, dovette aspettare qualche anno per arrivare stabilmente in prima squadra. Esordì con la maglia dei Reds in data 20 ottobre 1963, schierato titolare nel pareggio casalingo per 2-2 contro il West Bromwich Albion. A novembre 1970 segnò una delle reti più importanti per il Liverpool: in un derby contro l'Everton, dopo che i Reds erano stati sotto di due reti, trovò il gol della vittoria a pochi minuti dal termine dell'incontro.
Dal 2 ottobre 1965 al 24 aprile 1971, giocò 316 partite consecutive. Nel novembre 1973, venne operato a seguito di un infortunio subito contro il QPR e non riuscì più ad esprimersi sui suoi livelli. Il suo spazio in squadra diminuì drasticamente.
Ad ottobre 1975, passò al Portsmouth, allenato dal suo ex compagno di squadra Ian St. John. Nel 1976 giocò per i Miami Toros nella North American Soccer League. In seguito, fu in forza allo Stockport County e ai gallesi del Bangor City. Nel 1980 passò ai norvegesi del Raufoss, per poi giocare al Grand Bodø nel 1981.

## Palmarès

### Giocatore

#### Club

##### Competizioni nazionali
- Campionato inglese: 3

Liverpool: 1963-1964, 1965-1966, 1972-1973
- Coppa d'Inghilterra: 2

Liverpool: 1964-1965, 1973-1974
- Charity Shield: 3

Liverpool: 1964, 1965, 1966

##### Competizioni internazionali
- Coppa UEFA: 1

Liverpool: 1972-1973